# Червен брег
За града в област Плевен вижте Червен бряг
Червен брег е село в Западна България. То се намира в община Дупница, област Кюстендил.

## География
Намира се на пет километра източно от град Дупница, между планините Верила и Рила, по поречието на река Джубрена. Разположено е в средата на Горно поле. Землището му е 29 923 дка.
Климат – умерен, преходно-континентален, със средиземноморско влияние. Зимата е къса и не много студена. Пролетта започва рано и към 10 – 15 март температурите се вдигат над 5 градуса. Лятото е продължително, сухо и топло. Есента е слънчева и суха, хубавото време се задържа до края на ноември. 
Името му произхожда от червения рид над селото, който се отличава с керемиденочервен цвят на земята. До 1966 г. се нарича Червени брег, а от 1966 г. – Червен брег.
През годините принадлежи към следните административно-териториални единици: Община Червени брег (1883 – 1958), Община Сапарева баня (1958 – 1959), Община Крайници (1959 – 1978), Община Станке Димитров (1978 – 1992), Община Дупница (от 1992 г.). 

## Население
| Година    | 1963 | 2007 | 2010 |
| Население | 2500 | 1336 | 1235 |

Численост и дял на етническите групи според преброяването на населението през 2011 г.:
|                     | Численост | Дял (в %) |
| Общо                | 1242      | 100,00    |
| Българи             | 1194      | 96,13     |
| Турци               | 0         | 0,00      |
| Цигани              | 0         | 0,00      |
| Други               | 0         | 0,00      |
| Не се самоопределят | 0         | 0,00      |
| Неотговорили        | 41        | 3,30      |

## История
Няма запазени писмени данни за времето на възникване на селото. Възникнало е като крайпътна станция на древния път (Далматински), свързващ Драч, Скопие, Велбъжд, Германея, Самоков, Филипополис и Цариград.
През Средновековието селото е било разположено на платото над десния бряг на река Джубрена, в местностите „Къро“ и под „Св. Спас“. Впоследствие се премества по-надолу, от двете страни на реката.
Най-ранен документиран източник за селото е от 1482 г. - османски регистър за доганджиите.
Има документирани сведения от 1502 г., когато през селото е минал дубровчанинът Петанчин, секретар на унгарския крал Владислав, често изпращан с дипломатически мисии в Цариград.
На 7 януари 1531 г. Бенедикт Курипешич, придружаващ немски, чешки и унгарски дипломати на път за Цариград, минава през селото. Той отбелязва следното: „Стигнахме до с. Червен брег по един лош път, през една планина, до един хубав мост“.
В турски данъчни регистри от 1482 г., до края на османския период, е записано с името Саруяр, (Саръяр). В руска триверстова карта от 1878 г. името на селото фигурира като Цырвени брѣгъ.
През 1836 г. през района минава френският изследовател Ами Буе, който пише: „Пътищата са два – от главния конак в с. Червени брег единият минава през Дупница, а другият продължава направо – от по-прек, за Бинека, дето също е имало главен конак“.
През 1874 г. е построена църквата „Свети Николай“, на мястото на по-стара паянтова такава.
След Освобождението селяните изкупуват имотите на турските чифликчии и на тяхно място възникват нови крупни земеделски стопанства: на Зашо Попов, Марко Мавров, Мите Кавдански, Тодор Болюков и др.
Най-ранно килийно училище е открито през 1813 г. от даскал Николчо.
През 1848 г. е построено училище в черковния двор.
През 1880 г. е построено ново двуетажно училище, но то е паянтово и през 1891 – 92 г. на негово място е построена масивна училищна сграда.
Последното основно училище "Св. св. Кирил и Методий", построено в центъра  на селото, отваря врати през 1938 г. Закрито е през 2012 г., поради недостатъчен брой деца.
Двама души от селото загиват по време на Сръбско-българската война през 1885 г. През 1897 г. селото е пометено от голямо наводнение, резултат от 56 дневни непрекъснати дъждове.
През 1906 г. след самооблагане, селото закупува от евреина Самуил Арие, четири гори в Рила: „Дупнила“, „Коджа-карица“, „Едигьол“ и „Рупите“.
През 1911 г. е основано читалище "Утро".
В Балканската и Междусъюзническата война (1912 – 1913) селото дава 24 жертви, а в Първата световна война (1814 – 1818) – още 33 жертви.
През 1926 г. е образувана всестранна кооперация. В следващите години са изградени водопровод, частична електрификация, мандра, масивен каменен мост под селото (1942 г.). През 1947 – 1948 г. е построен промкомбинат в центъра, оформен е Парк на младежта. През 1949 г. са открити телеграфопощенска станция и радио-възел.
През 1948 г. е учредено ТКЗС „Коста Петров“. През 1956 – 1960 г. то се уедрява с ТКЗС в с. Крайници. Закрито е през 1992 г.
Поради близостта до общинския център Дупница, миграционните процеси не са особено активни. Перспективите на селото са свързани с развитието на селскостопанското производство, селския и най-вече поклоннически туризъм. В землището на селото е единствената средновековна църква на територията на Община Дупница – „Св. Спас“, както и множество други култови обекти – възрожденска църква  „Св. Николай Мирликийски“, параклиси и оброчища. От 2014 г. се провежда археологическа дейност, в резултат на която е открита раннохристиянска базилика (средата на IV век), още една средновековна черква, както и предхристиянски строеж.

## Културни и природни забележителности
- Късносредновековна църква „Свети Спас“ - XII-XIV век. Културен паметник от национално значение. Намира се в северните покрайнини на село Червен брег, на около 1,5 километра от последните къщи на селото. Представлява еднокорабна и едноапсидна църква, с две конхи /певници/, изградени на по-късен етап, с полуцилиндричен свод, вкопана в земята. Основите са от големи каменни блокове, а останалият градеж – от ломени камъни и малки квадратни тухли, споени с бял хоросан. Запазени са отделни фрагменти от стенописи.
- Възрожденската черква „Св. Николай Мирликийски“ - енорийски храм на с. Червен брег. Намира се на 5 мин. пеша в северозападна посока от центъра на селото, на десния бряг на река Джубрена. Построена е през 1874 г. върху по-стара такава. Има предположения и твърдения, за сега все още недоказани, за съществуването на крипта със запазена обстановка на стара подземна черква, под сегашната. От старата черква е запазено едно крило от царски двери и един чудесен проскинарий. В двора на черквата има лековито аязмо и няколко артефакти от римската епоха. В архитектурно отношение черквата представлява трикорабна базилика с три апсиди и с открита нартика от запад и юг. Над западния край на сградата е издигната камбанария с кубе. Църквата е с приблизителни размери: дължина – 21 м; ширина – 10 м. Цялата вътрешност на храма е била изографисана през 1882 г. Истинско богатство за църквата е големият и прекрасен дърворезбован иконостас, който според специалисти е дело на майстори (марангози) от Дебърската художествена школа.
- Няколко параклиси и оброчища – седем, а според някои сведения, общо осем на брой.
- Северно от селото се намира висок и отвесен, кафяво-червеникав скат, наричан от местните жители „брег“.
- Тракийски могили, над десет на брой в околността, но и в селото. Върху единствената могила в старата част на селото е християнското оброчище " Св.св Петър и Павел". В него са вградени каменни артефакти  от римско  време.
- Средновековен параклис „Св. Архангел Михаил“Параклисът Св. Архангел Михаил се намира в северозападната част, малко над селото. Идващите от посока гр. Дупница към с. Червен брег, могат да го видят от пътя, сгушил се малко над реката, преди нивите.
- Всички оброчища, както и напрестолните камъни в църквите и параклисите, са от преработени или автентични каменни артефакти от римско време.
- Раннохристиянска базилика от IV век – в процес на археологическо проучване.

## Религии
Село Червен брег принадлежи в църковно-административно отношение към Софийска епархия, архиерейско наместничество Дупница. Населението изповядва източното православие.

## Обществени институции
- Кметство Червен брег.
- Основно училище „Св. св. Кирил и Методий“ – основно училище (I – VIII клас) с общинско финансиране и закрито 2012 година.
- Целодневна детска градина – с общинско финансиране.
- Читалище „Христо Ботев“ – действащо читалище, регистрирано под номер 20 в Министерството на културата на Република България.  Библиотека – 6760 тома. Дейности: Детски фолклорен танцов състав "Веселяче", "Група за художествено слово" и секция "Млад приятел на песента".

## Редовни събития
- Селски събор на Спасовден.
- Кукерски игри на 1 януари.

## Личности
- Начо Кръстев – първият кмет на селото след Освобождението, депутат във Второто велико народно събрание – 1881 г. /Консервативна партия/.
- Йордан Милошев (1920) – Участник в Отечествената война 1944 – 1945 г. в състава на Пета българска армия съвместно с Югославска народоосвободителна армия и български военнопленник през втората световна война 1944, един от строителите на НДК София, писател, общественик.
- Акад. проф. Тодор Михайлов Самодумов (1878 – 1957), учител, педагог.
- Иван Кавдански – дългогодишен, образован за времето си учител и свещеник в селото и на други места. Поставил началото на летописната книга на у - ще "Св. св. Кирил и Методий", с. Червен брег.
- Стоил Ил. Бонев – учител и общественик, автор на „История на с. Червен брег“,2001 г., изд. ИК "Ваньо Недков".